# Campeonato Mundial de Baloncesto Femenino Sub-19
El Campeonato Mundial de Baloncesto Femenino Sub-19 es la máxima competición internacional entre selecciones nacionales de baloncesto femenino sub-19. Es organizado por la Federación Internacional de Baloncesto (FIBA) desde 1985, cuando se realizaba cada 4 años y se llamaba Campeonato Mundial de Baloncesto Júnior Femenino. Desde 2005 se realiza bienalmente.

## Ediciones
| Año  | Sede                                 | Partido por la medalla de oro | Partido por la medalla de oro | Partido por la medalla de oro | Partido por la medalla de bronce | Partido por la medalla de bronce | Partido por la medalla de bronce |
| Año  | Sede                                 |                               | Resultado                     |                               |                                  | Resultado                        | 4.ª plaza                        |
| ---- | ------------------------------------ | ----------------------------- | ----------------------------- | ----------------------------- | -------------------------------- | -------------------------------- | -------------------------------- |
| 1985 | Estados Unidos (Colorado Springs)    | Unión Soviética               | 80 - 75                       | Corea del Sur                 | Yugoslavia                       | 86 - 63                          | China                            |
| 1989 | España (Bilbao)                      | Unión Soviética               | 109 - 93                      | Yugoslavia                    | Australia                        | 69 - 61                          | República Checa                  |
| 1993 | Corea del Sur (Seúl)                 | Australia                     | 72 - 54                       | Rusia                         | Polonia                          | 74 - 53                          | Corea del Sur                    |
| 1997 | Brasil (Natal)                       | Estados Unidos                | 78 - 74                       | Australia                     | Eslovaquia                       | 45 - 40                          | Brasil                           |
| 2001 | República Checa (Brno)               | República Checa               | 82 - 80                       | Rusia                         | Estados Unidos                   | 77 - 72                          | Australia                        |
| 2005 | Túnez (Nabeul / Túnez)               | Estados Unidos                | 97 - 76                       | Serbia y Montenegro           | China                            | 78 - 61                          | Rusia                            |
| 2007 | Eslovaquia (Bratislava)              | Estados Unidos                | 99 - 57                       | Suecia                        | Serbia                           | 52 - 50                          | España                           |
| 2009 | Tailandia (Bangkok)                  | Estados Unidos                | 87 - 71                       | España                        | Argentina                        | 58 - 51                          | Canadá                           |
| 2011 | Chile (Puerto Montt / Puerto Varas)  | Estados Unidos                | 69 - 46                       | España                        | Brasil                           | 70 - 67                          | Australia                        |
| 2013 | Lituania (Klaipėda / Panevėžys)      | Estados Unidos                | 61 - 28                       | Francia                       | Australia                        | 73 - 68                          | España                           |
| 2015 | Rusia (Chéjov / Vídnoye)             | Estados Unidos                | 78 - 70                       | Rusia                         | Australia                        | 69 - 62                          | España                           |
| 2017 | Italia (Údine / Cividale del Friuli) | Rusia                         | 86 - 82                       | Estados Unidos                | Canadá                           | 67 - 60                          | Japón                            |
| 2019 | Tailandia (Bangkok)                  | Estados Unidos                | 74 - 70                       | Australia                     | España                           | 58 - 52                          | Bélgica                          |
| 2021 | Hungría (Debrecen)                   | Estados Unidos                | 70–52                         | Australia                     | Hungría                          | 88–62                            | Malí                             |
| 2023 | España (Madrid)                      | Estados Unidos                | 69–66                         | España                        | Canadá                           | 80–73                            | Francia                          |
| 2025 | República Checa (Brno)               | Estados Unidos                | 88–76                         | Australia                     | España                           | 70–68                            | Canadá                           |

## Medallero
- Actualizado hasta República Checa 2025

| Núm. | País             | Oro | Plata | Bronce | Total |
| ---- | ---------------- | --- | ----- | ------ | ----- |
| 1    | Estados Unidos   | 11  | 1     | 1      | 13    |
| 2    | Unión Soviética† | 2   | 0     | 0      | 2     |
| 3    | Australia        | 1   | 4     | 3      | 8     |
| 4    | Rusia            | 1   | 3     | 0      | 4     |
| 5    | República Checa  | 1   | 0     | 0      | 1     |
| 6    | España           | 0   | 3     | 2      | 5     |
| 7    | Serbia           | 0   | 1     | 1      | 2     |
| 8    | Yugoslavia†      | 0   | 1     | 1      | 2     |
| 9    | Corea del Sur    | 0   | 1     | 0      | 1     |
| 10   | Francia          | 0   | 1     | 0      | 1     |
| 11   | Suecia           | 0   | 1     | 0      | 1     |
| 12   | Canadá           | 0   | 0     | 2      | 2     |
| 13   | Argentina        | 0   | 0     | 1      | 1     |
| 14   | Brasil           | 0   | 0     | 1      | 1     |
| 15   | China            | 0   | 0     | 1      | 1     |
| 16   | Eslovaquia       | 0   | 0     | 1      | 1     |
| 17   | Hungría          | 0   | 0     | 1      | 1     |
| 18   | Polonia          | 0   | 0     | 1      | 1     |

## Participaciones por país
| Equipo                          | 1985                | 1989                | 1993                | 1997     | 2001     | 2005     | 2007    | 2009    | 2011    | 2013    | 2015    | 2017    | 2019    | 2021    | 2023    | 2025    | 2027    | Total |
| ------------------------------- | ------------------- | ------------------- | ------------------- | -------- | -------- | -------- | ------- | ------- | ------- | ------- | ------- | ------- | ------- | ------- | ------- | ------- | ------- | ----- |
| Alemania                        |                     |                     |                     |          |          |          |         |         |         |         |         |         | 13º     |         | 10º     |         |         | 2     |
| Argentina                       |                     |                     |                     | 9º       |          |          | 14º     | 3º      | 13º     | 14º     | 15º     |         | 12º     | 15º     | 16º     | 15º     |         | 10    |
| Australia                       | 6º                  | 3º                  | 1º                  | 2º       | 4º       | 7º       | 5º      | 5º      | 4º      | 3º      | 3º      | 6º      | 2º      | 2º      | 9º      | 2º      |         | 16    |
| Bélgica                         |                     |                     |                     |          |          |          |         |         |         |         | 6º      |         | 4º      |         |         |         |         | 2     |
| Brasil                          |                     | 8º                  | 5º                  | 4º       | 7º       |          | 10º     | 9º      | 3º      | 6º      | 10º     |         |         | 16º     | 14º     | 14º     |         | 12    |
| Bulgaria                        |                     | 11º                 | 9º                  |          |          |          |         |         |         |         |         |         |         |         |         |         |         | 2     |
| Canadá                          | 8º                  |                     |                     |          |          | 9º       | 9º      | 4º      | 5º      | 7º      | 8º      | 3º      | 6º      | 5º      | 3º      | 4º      |         | 12    |
| Checoslovaquia †                |                     | 4º                  | Extinta             | Extinta  | Extinta  | Extinta  | Extinta | Extinta | Extinta | Extinta | Extinta | Extinta | Extinta | Extinta | Extinta | Extinta | Extinta | 1     |
| Chile                           |                     |                     |                     |          |          |          |         |         | 12º     |         |         |         |         |         |         |         |         | 1     |
| China                           | 4º                  | 9º                  | 11º                 | 7º       | 9º       | 3º       | 11º     | 11º     | 9º      | 5º      | 7º      | 7º      | 5º      |         | 13º     | 11º     |         | 15    |
| China Taipéi                    |                     |                     | 12º                 |          |          |          |         |         | 11º     |         | 14º     |         |         | 14º     | 15º     |         |         | 5     |
| Colombia                        |                     |                     |                     |          |          |          |         |         |         |         |         |         | 11º     |         |         |         |         | 1     |
| Corea del Sur                   | 2º                  | 6º                  | 4º                  |          |          | 6º       | 8º      | 13º     |         | 13º     | 13º     | 15º     | 9º      | 13º     |         | 9º      |         | 12    |
| Costa de Marfil                 |                     |                     |                     |          |          |          | 16º     |         |         |         |         |         |         |         |         |         |         | 1     |
| Cuba                            | 9º                  | 10º                 |                     | 11º      | 6º       |          |         |         |         |         |         |         |         |         |         |         |         | 4     |
| Egipto                          |                     |                     |                     |          |          |          |         |         | 15º     |         | 16º     | 16º     |         | 12º     | 12º     |         |         | 5     |
| Eslovaquia                      | Como Checoslovaquia | Como Checoslovaquia | Como Checoslovaquia | 3º       |          |          | 6º      |         |         |         |         |         |         |         |         |         |         | 2     |
| Eslovenia                       | Como Yugoslavia     | Como Yugoslavia     | Como Yugoslavia     |          |          |          |         |         | 14º     |         |         |         |         |         |         |         |         | 1     |
| España                          | 7º                  | 5º                  |                     | 8º       |          | 5º       | 4º      | 2º      | 2º      | 4º      | 4º      | 8º      | 3º      | 7º      | 2º      | 3º      |         | 14    |
| Estados Unidos                  | 5º                  | 7º                  | 7º                  | 1º       | 3º       | 1º       | 1º      | 1º      | 1º      | 1º      | 1º      | 2º      | 1º      | 1º      | 1º      | 1º      |         | 16    |
| Francia                         |                     |                     | 6º                  |          | 5º       |          |         | 7º      | 6º      | 2º      | 5º      | 5º      |         | 10º     | 4º      | 5º      |         | 10    |
| Hungría                         |                     |                     |                     |          |          | 8º       |         |         |         |         |         | 9º      | 10º     | 3º      |         | 8º      |         | 5     |
| Indonesia                       |                     |                     |                     |          |          |          |         |         |         |         |         |         |         |         |         |         |         | 1     |
| Israel                          |                     |                     |                     |          |          |          |         |         |         |         |         |         |         |         |         | 10º     |         | 1     |
| Italia                          |                     |                     |                     |          |          |          |         |         | 10º     |         |         | 11º     |         | 11º     | 11º     |         |         | 4     |
| Japón                           |                     |                     | 8º                  | 12º      | 11º      |          | 13º     | 12º     | 7º      | 8º      | DQ      | 4º      | 8º      | 9º      | 6º      | 6º      |         | 12    |
| Letonia                         | Como URSS           | Como URSS           |                     |          |          |          |         |         |         |         |         | 10º     | 14º     |         |         |         |         | 2     |
| Lituania                        | Como URSS           | Como URSS           |                     |          | 8º       |          | 12º     | 8º      |         | 12º     |         |         |         |         | 8º      |         |         | 5     |
| Malí                            |                     |                     |                     | 10º      | 12º      |          | 15º     | 14º     |         | 15º     | 12º     | 13º     | 7º      | 4º      | 5º      | DQ      |         | 10    |
| México                          |                     |                     |                     |          |          |          |         |         |         |         |         | 12º     |         |         |         |         |         | 1     |
| Mozambique                      |                     |                     |                     |          |          |          |         |         |         |         |         |         | 15º     |         |         |         |         | 1     |
| Nigeria                         |                     |                     |                     |          |          |          |         |         | 16º     |         |         |         |         |         |         | 12º     |         | 2     |
| Países Bajos                    |                     |                     |                     |          |          |          |         |         |         | 10º     | 9º      |         |         |         |         |         |         | 2     |
| Polonia                         |                     |                     | 3º                  |          | 10º      |          |         |         |         |         |         |         |         |         |         |         |         | 2     |
| Portugal                        |                     |                     |                     |          |          |          |         |         |         |         |         |         |         |         |         | 7º      |         | 1     |
| Puerto Rico                     |                     |                     |                     |          |          | 10º      |         |         |         |         |         | 14º     |         |         |         |         |         | 2     |
| República Checa                 | Como Checoslovaquia | Como Checoslovaquia | Como Checoslovaquia | 6º       | 1º       |          | 7º      | 10º     |         |         |         |         |         | 6º      | 7º      | 13º     |         | 7     |
| República Democrática del Congo |                     | 12º                 | 10º                 |          |          | 11º      |         |         |         |         |         |         |         |         |         |         |         | 3     |
| Rusia                           | Como URSS           | Como URSS           | 2º                  | 5º       | 2º       | 4º       |         | 6º      | 8º      | 9º      | 2º      | 1º      |         | 8º      |         |         |         | 10    |
| Senegal                         | 10º                 |                     |                     |          |          |          |         |         |         | 16º     |         |         |         |         |         |         |         | 2     |
| Serbia                          | Como Yugoslavia     | Como Yugoslavia     | Como Yugoslavia     | Como SCG | Como SCG | Como SCG | 3º      |         |         | 11º     | 11º     |         |         |         |         |         |         | 3     |
| Serbia y Montenegro †           | Como Yugoslavia     | Como Yugoslavia     | Como Yugoslavia     |          |          | 2º       | Extinta | Extinta | Extinta | Extinta | Extinta | Extinta | Extinta | Extinta | Extinta | Extinta | Extinta | 1     |
| Suecia                          |                     |                     |                     |          |          |          | 2º      |         |         |         |         |         |         |         |         |         |         | 1     |
| Tailandia                       |                     |                     |                     |          |          |          |         | 16º     |         |         |         |         | 16º     |         |         |         |         | 2     |
| Túnez                           |                     |                     |                     |          |          | 12º      |         | 15º     |         |         |         |         |         |         |         |         |         | 2     |
| Unión Soviética †               | 1º                  | 1º                  | Extinta             | Extinta  | Extinta  | Extinta  | Extinta | Extinta | Extinta | Extinta | Extinta | Extinta | Extinta | Extinta | Extinta | Extinta | Extinta | 2     |
| Yugoslavia †                    | 3º                  | 2º                  | Extinta             | Extinta  | Extinta  | Extinta  | Extinta | Extinta | Extinta | Extinta | Extinta | Extinta | Extinta | Extinta | Extinta | Extinta | Extinta | 2     |
| Total                           | 10                  | 12                  | 12                  | 12       | 12       | 12       | 16      | 16      | 16      | 16      | 16      | 16      | 16      | 16      | 16      | 16      | 16      |       |

## Debuts por edición
| Año  | Debuts |
| ---- | --- |
| 1985 | Australia, Canadá, China, Corea del Sur, Cuba, España, Estados Unidos, Senegal, Unión Soviética, Yugoslavia, |
| 1989 | Brasil, Bulgaria, Checoslovaquia, Polonia                                                                    |
| 1993 | China Taipéi, Francia, Japón, Checoslovaquia, República Democrática del Congo                                |
| 1997 | Argentina, República Checa, Eslovaquia, Malí                                                                 |
| 2001 | Lituania |
| 2005 | Hungría, Puerto Rico, Serbia y Montenegro, Túnez                                                             |
| 2007 | Costa de Marfil, Serbia, Suecia                                                                              |
| 2009 | Tailandia |
| 2011 | Chile, Egipto, Eslovenia, Italia, Nigeria,                                                                   |
| 2013 | Países Bajos                                                                                                 |
| 2015 | Bélgica |
| 2017 | Letonia, México                                                                                              |
| 2019 | Alemania, Colombia, Mozambique                                                                               |
| 2021 | Ninguno |
| 2023 | Ninguno |
| 2025 | Israel, Portugal                                                                                             |
| 2027 | Indonesia |

## MVP(desde 2005)
| Año  | MVP               |
| ---- | ----------------- |
| 2005 | Crystal Langhorne |
| 2007 | Frida Eldebrink   |
| 2009 | Marta Xargay      |
| 2011 | Damiris Dantas    |
| 2013 | Breanna Stewart   |
| 2015 | A'ja Wilson       |
| 2017 | Maria Vadeeva     |
| 2019 | Paige Bueckers    |
| 2021 | Caitlin Clark     |
| 2023 | Iyana Martín      |
| 2025 | Saniyah Hall      |